# František Janula
František Janula (24. března 1932 Lysá nad Labem – 4. listopadu 2020 Paříž) byl český a francouzský malíř (od roku 1968 žil trvale v Paříži), patřil k významným osobnostem moderního evropského malířství.

## Životopis
Dětství prožil v Lysé nad Labem, kde jeho otec působil jako zahradník zámeckého parku. Měl možnost seznámit se se zámeckými sbírkami, které ho fascinovaly tak, že se již jako dítě rozhodl stát se malířem. Absolvoval střední Odbornou školu sklářskou v Kamenickém Šenově a bez maturity, ještě před dosažením plnoletosti, byl přijat ke studiím na VŠUP v Praze v ateliéru prof. Josefa Kaplického (1950–1955). Jako malíř ve svobodném povolání žil bohémsky v ateliéru na Novém Světě, pohyboval se v okruhu umělců Divadla Na Zábradlí, kde měl jednu z vernisáží při premiéře hry Václava Havla Zahradní slavnost (3. 12. 1963), vystavoval, ilustroval knihy, jeho kresby otiskovaly literární časopisy (kupř. Svět literatury). Po výstavě v Galerii Mlada Fronta v roce 1967 s pomocí kulturního rady francouzského velvyslanectví Henri Ehreta získal stipendium na École nationale supérieure des beaux-arts. Po srpnové okupaci v roce 1968 do Paříže přesídlil definitivně.
Téměř okamžitě začal vystavovat v pařížských galeriích, mj. ve slavné galerii Studio Paul Facchetti (1973), soustavně v Galerii ABCD a galerii DELIRE AN FORMATION, Galerii ARTO a v Galerii Simoncini v Lucembursku. Desítky dalších výstav z celkového počtu cca sto třiceti byly uspořádány v jiných pařížských galeriích a v západní Evropě vůbec, ke dvěma desítkám od roku 2000 i v České republice.
František Janula se spřátelil s významnými francouzskými básníky, kupř. Michelem de Smetem, Jossé Pierrem, Jeanem Orizetem či s výtvarným kritikem Jeanem Marcem Natelem. Jejich básnické sbírky začasté ilustroval a sám se básnické tvorbě začal úspěšně věnovat, vydal čtyři básnické sbírky s prostým názvem Carnet (Sešit) a sbírky básní Mé měsíce a Cesty.
První žena Františka Januly Eva Kopáčová (1937–2014) byla dcerou českého malíře Jaroslava Kopáče, z tohoto manželství se narodila dcera Tereza. František Janula žil v Paříži se svojí druhou ženou Kateřinou, roz. Bernáškovou, vnučkou básníka Karla Tomana.

## Dílo
Počátky malířské dráhy Františka Januly spočívaly především ve figurativní tvorbě, víceméně realisticky a výrazně svébytně pojaté. Před odchodem do Francie se již částečně zabýval abstrakcí, v pařížských podmínkách nového a nelehkého životního začátku se načas opět vrátil ke kresbám. Postupně se ale abstraktní vyjádření stalo jeho doménou. Vesměs jsou jeho práce hodnoceny jako natolik originální, že se vymykají jakémukoliv typickému zařazení. Velmi podmíněně je lze vnímat jako lyricky abstraktní, ale i symbolistické, expresivní, s ozvěnami baroka atd.
František Janula při své tvorbě velmi volně kombinoval a střídal nejrůznější postupy a povrchy začasté v podobě originálního experimentu na pomezí obrazu, kresby, grafiky či objektu. Používal olej, temperu, pastel, akryl i kvaš mnohdy ve složitých kombinacích. Využíval přitom netradičních a roztodivných povrchů, struktur a podkladů, ať již šlo o plátno, dřevo, papír, tapety, karton, podlahové krytiny, textilie, lepenku, kov, dlaždice, průmyslově vyráběné desky, umělohmotné fólie a maquety či obyčejné dveře či okna. Pracoval s neobvyklými formáty a libovolně je překračoval, maloval oboustranně či pouze na zadní strany napnutých pláten a rámů a zkoumal tak zákulisí obrazu. S oblibou používal americké retuše, stříkané barvy, principy koláže či asambláže a povrch narušoval razantními vrypy a vrty. Obrazovou plochu libovolně prořezával, stříhal, řezal, přelepoval a slepoval a jinak deformoval a doplňoval.
V katalogových textech bývají zmiňovány klíčové momenty jeho tvorby, jako např.: „… propojení racionálního přístupu s bohatou imaginací… neočekávaná hra s elementy a prostupování a vrstvení významů… uměřená tvrdošíjná přísnost……zemitý sen a kosmické opojení… výbušná tvorba… promyšleně skloubené záměry“. Všechny tyto citace mají svoji váhu a dobře charakterizují umělcův profil. Jeho podstatou však bylo především obrovské nasazení a vášeň pro malbu, kterou sám autor příznačně nazýval „velkým dobrodružstvím“.
Ve Francii má okruh sběratelů, mnozí z nich sledovali jeho práci desítky let. Byl vnímán jako jeden z mála malířů cizinců, který v Paříži uspěl, a pro svůj původ je často spojován se jmény Františka Kupky a Josefa Šímy, jakkoliv výtvarně byla jeho poloha odlišná.

## Závěr
František Janula byl, především ve Francii, uznávaným a ceněným malířem. Za svůj život vytvořil tisíce prací, jejichž společným znakem je komplexní fantazie výrazu a formy a v důsledku toho naprostá originalita a nezaměnitelnost, která nikterak neubírá estetickému účinku a celkové působivosti vytvořených děl. V posledních deseti letech svého života se do Česka vracel alespoň svými výstavami, které vždy měly zasloužený ohlas. Česká televize o něm natočila několik dokumentů, kupř. František Janula, malíř (1998) a Chtěl být klaunem (2006), či reportáží z jeho českých výstav. Reportáž z jeho ateliéru se objevila v Československém filmovém týdeníku č. 1132 z roku 1967.

## Ocenění
- Medaile Za zásluhy 1. stupeň in memoriam (2022)